# Abhayagiri Buddhist Monastery

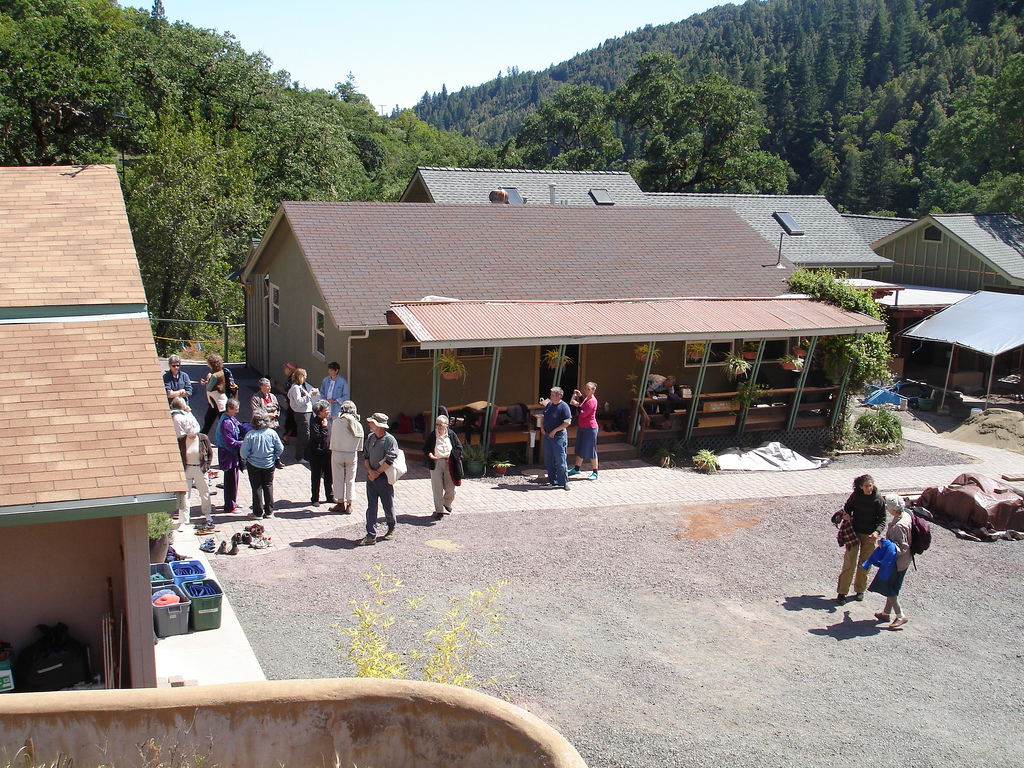
Gebäude des Abhayagiri-Klosters

Das Abhayagiri-Kloster (Pali für „furchtloser Berg“; engl. Abhayagiri Buddhist Monastery) in Redwood Valley im Mendocino County  im Norden Kaliforniens ist das erste von Anhängern Ajahn Chahs in den USA gegründete buddhistische Kloster. Es steht in der Thailändischen Waldtradition des Theravada-Buddhismus.
Die Ursprünge des Klosters gehen auf Ajahn Sumedhos Besuche Nordkaliforniens in den frühen 1980er-Jahren zurück. 1988 wurde von seinen Schülern die Sanghapala Foundation gegründet; ab 1990 war Ajahn Amaro der zentrale Lehrer der kalifornischen Anhänger Chahs und Sumedhos. Das Kloster konnte schließlich 1995 dank der Unterstützung durch den Chan-Meister Hsuan Hua, Abt der City of Ten Thousand Buddhas bei Ukiah kurz vor dessen Tod gegründet werden. Benannt ist es nach dem gleichnamigen Tempel in Sri Lanka.
Im Kloster leben etwa 17 Mönche, einer der früheren Äbte war bis Frühjahr 2018 Ajahn Pasanno, der aktuell als „Guiding Elder“ bzw. „Anker der Weisheit und Führung“ in der Gemeinschaft lebt. Gegenwärtiger Abt (Stand 2024) ist Ajahn Nyaniko, der das Kloster seit Ajahn Passanos Rücktritt als Abt im Zeitraum von Frühjahr 2018 bis Juni 2020 gemeinschaftlich mit Ajahn Karuṇadhammo geführt hat. Zum Kloster gehört auch die Zweigstelle Pacific Hermitage  in White Salmon (Washington).